# Tamme Staadion
Het Tamme Staadion is een voetbalstadion in de Estische stad Tartu. Het is de thuishaven van zowel JK Tammeka Tartu als Tartu JK Welco. Het stadion heeft een capaciteit van 1.600 bezoekers.